# オスキリ
オスキリ（イタリア語: Oschiri）は、イタリア共和国サルデーニャ自治州サッサリ県にある、人口約3,200人の基礎自治体（コムーネ）。

## 地理

### 位置・広がり

#### 隣接コムーネ
隣接するコムーネは以下の通り。
- アラ・デイ・サルディ
- ベルキッダ
- ブッドゥゾ
- オツィエーリ
- パッターダ
- テンピオ・パウザーニア
- トゥーラ

## 行政

### 分離集落
オスキリには、以下の分離集落（フラツィオーネ）がある。
- San Leonardo, Lu pecurili, Su signaladu, Su Noduladu